# Florian Liegl

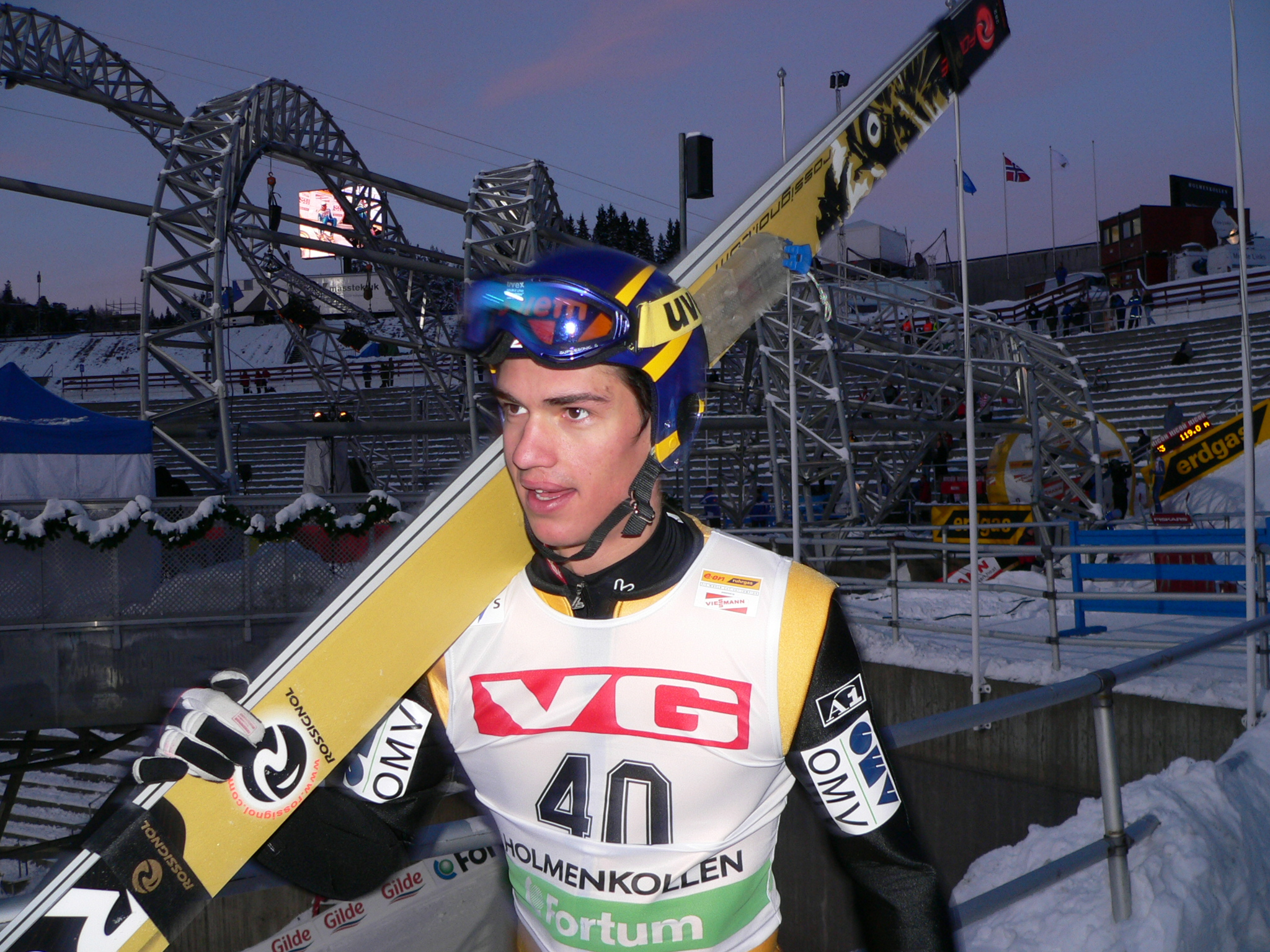
Florian Liegl i Holmenkollen 2005.

Florian Liegl, född 1 februari 1983 i Innsbruck, är en österrikisk tidigare backhoppare och nuvarande backhoppstränare och musiker. Han representerade SV Natters-Bergisel.

## Karriär
Florian Liegl debuterade internationellt i junior-VM 1999 på hemmaplan i Saalfelden. Han var i det österrikiska laget som vann lagtävlingen. Leigl debuterade i världscupen under den österrikiska delen av tysk-österrikiska backhopparveckan i hemmabacken Bergiselschanze 3 januari 2000. Han blev nummer 34 i tävlingen. Under junior-VM 2000 i Štrbské Pleso i Slovakien vann Liegl en ny guldmedalj i lagtävlingen. Under junior-VM 2001 i Karpacz i Polen vann han en silvermedalj i lagtävlingen (efter Finland) och en bronsmedalj i den individuella tävlingen.
Efter junior-VM 2001 tävlade Liegl i kontinentalcupen till säsongen 2002/2003 då han åter igen tävlade i världscupen. Han placerade sig bland de tio bästa i en världscupdeltävling i stora backen i Granåsen i Trondheim i Norge 7 december 2002. Han blev nummer 6. På hemmaplan i Innsbruck 4 januari 2003 kom Liegle på prispallen. Han blev nummer två, bara slagen av finländaren Janne Ahonen. Liegl vann en världscupdeltävling i Kulm i Bad Mitterndorf februari 2003. I den totala världscupen blev han som bäst nummer 5, säsongen 2002/2003. Han blev nummer 8 sammanlagt i tysk-österrikiska backhopparveckan säsongen 2002/2003.
Florian Liegl deltog i Skid-VM 2003 i Val di Fiemme i Italien. Där blev han nummer 25 i normalbacken och nummer 8 i stora backen. I lagtävlingen blev han nummer 5 med det österrikiska laget.
Liegl vann en silvermedalj i Vinteruniversiaden 2005 hemma i Innsbruck. Under Universiaden 2007 i Pragelato i Italien blev han nummer 5 i normalbacken och nummer 7 i stora backen. I lagtävlingen vann han en guldmedalj.
Florian Liegl avslutade sin backhoppskarriär 2007.

## Senare karriär
Efter avslutad aktiv idrottskarriär har Liegl varit verksam som backhoppstränare för Österrikiska Skidförbundet (ÖSV). Liegl är musiker i bandet Superpersuitmode.